# 聖安德魯斯大學圖書館

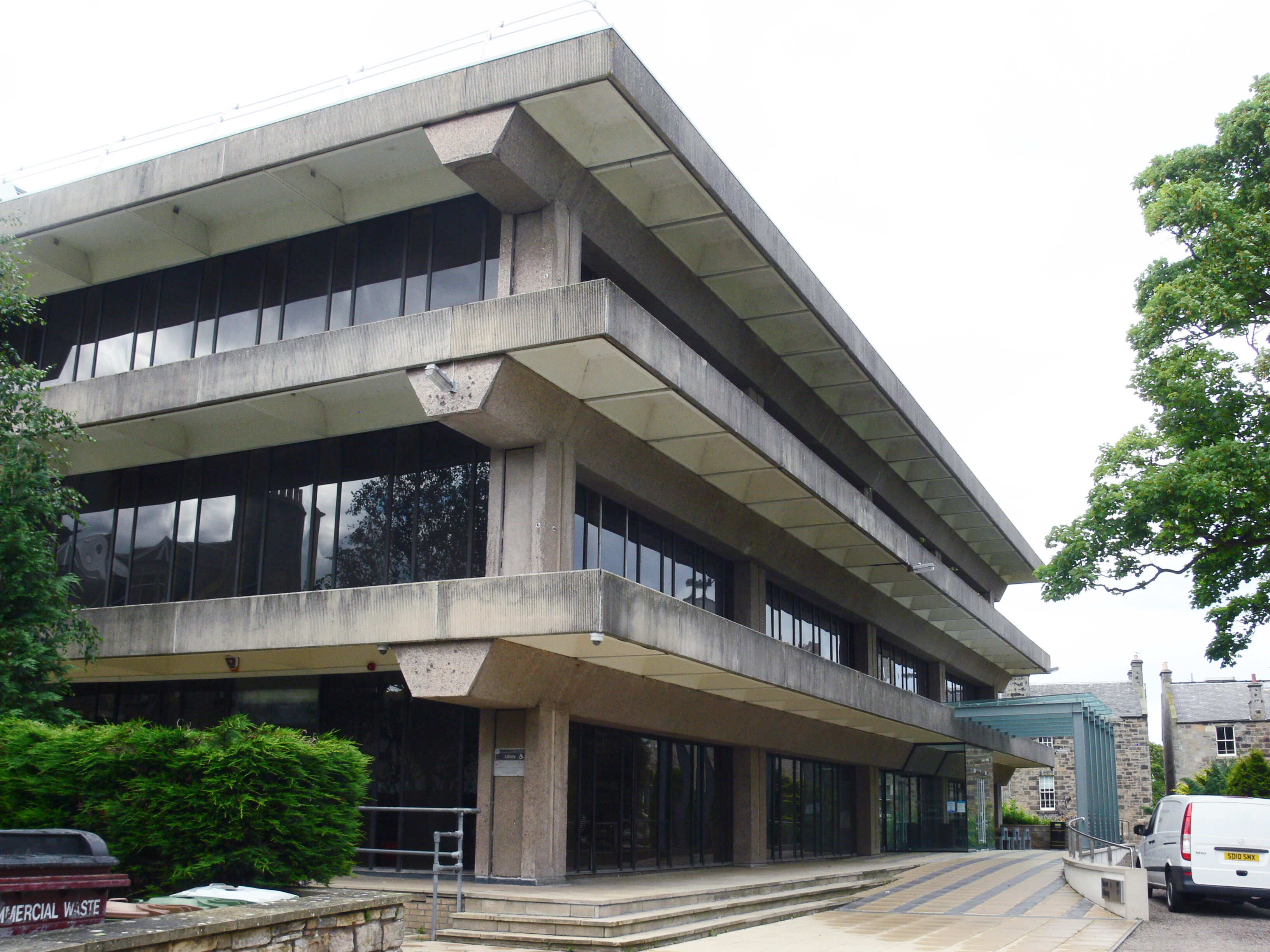
聖安德魯斯大學圖書館

聖安德魯斯大學圖書館的歷史可以追溯到17世紀初，但是從該大學於1413年成立開始計算，其藏書已有約600年的歷史。它是英國藏書最豐富的研究型圖書館之一，藏書超過一百萬冊。除了特殊館藏中的210,000冊印刷書籍外，它還擁有大量手稿和攝影藏品，其檔案可追溯到15 世紀初。圖書館目前的職責是透過藏書的保存、推廣和利用提供高品質的服務來支持研究、學術和學習。